# Вулиця Звєжинєцька (Краків)
Вулиця Звєжинєцька (пол. Zwierzyniecka)- вулиця в Кракові в дільниці І Старого міста, у місцевості Новий Свят.
Була закладена в 1842 році. Забудова вулиці – це переважно доходні кам’яниці кінця ХІХ ст. Маршрут щорічного параду Лайконік пролягає по вулиці Звєжинєцька.

## Деякі будинки
- Будинок № 1 – будівля Краківської філармонії .
- Будинок № 6 датується 1891 роком . До 1938 року тут розташовувався готель «Вікторія».
- Кам'яниця № 10 була побудована в 1873 році і є єдиною будівлею на вулиці Звежинецькій, яка з того часу не перебудовувалася.
- Будинок № 11 1912 року має репрезентативний фасад.
- Будинок № 34 датується приблизно 1892 роком і має гарний кутовий фасад (архітектор Беніамім Торбе).
- На розі з ал. Зигмунта Красинського (al.Zygmunta Krasińskiego) розташований універмаг Jubilat . На цьому місці в 1930-х рр була мальовнича садиба «Pod Pawiem» (№ 33/37). Ймовірно, ця будівля була побудована в 1819 році, хоча деякі джерела припускають, що вона була побудована трохи пізніше. Його будівничим, очевидно, був Ігнацій Герцок. Садиба була побудована в стилі класицизму. Це була одноповерхова будівля з ламаним польським дахом, вкритим ґонтом, з люкарною, прикрашеною у фронтоні барельєфами павича – звідки й назва садиби – та Ока Провидіння. Будинок оточував невеликий садок, який теж вузькою смугою йшов з боку вулиці Звежинецька. Садиба була огороджена дерев’яним парканом із широкою в’їзною брамою. Цей об’єкт був зафіксований на багатьох фотографіях старого Кракова [1].
- Раніше на вул. Звежинецька (будинок № 24) був спортивний зал WKS Wawel, який було знесено (на його місці збудовано інший будинок, але не спортивний).

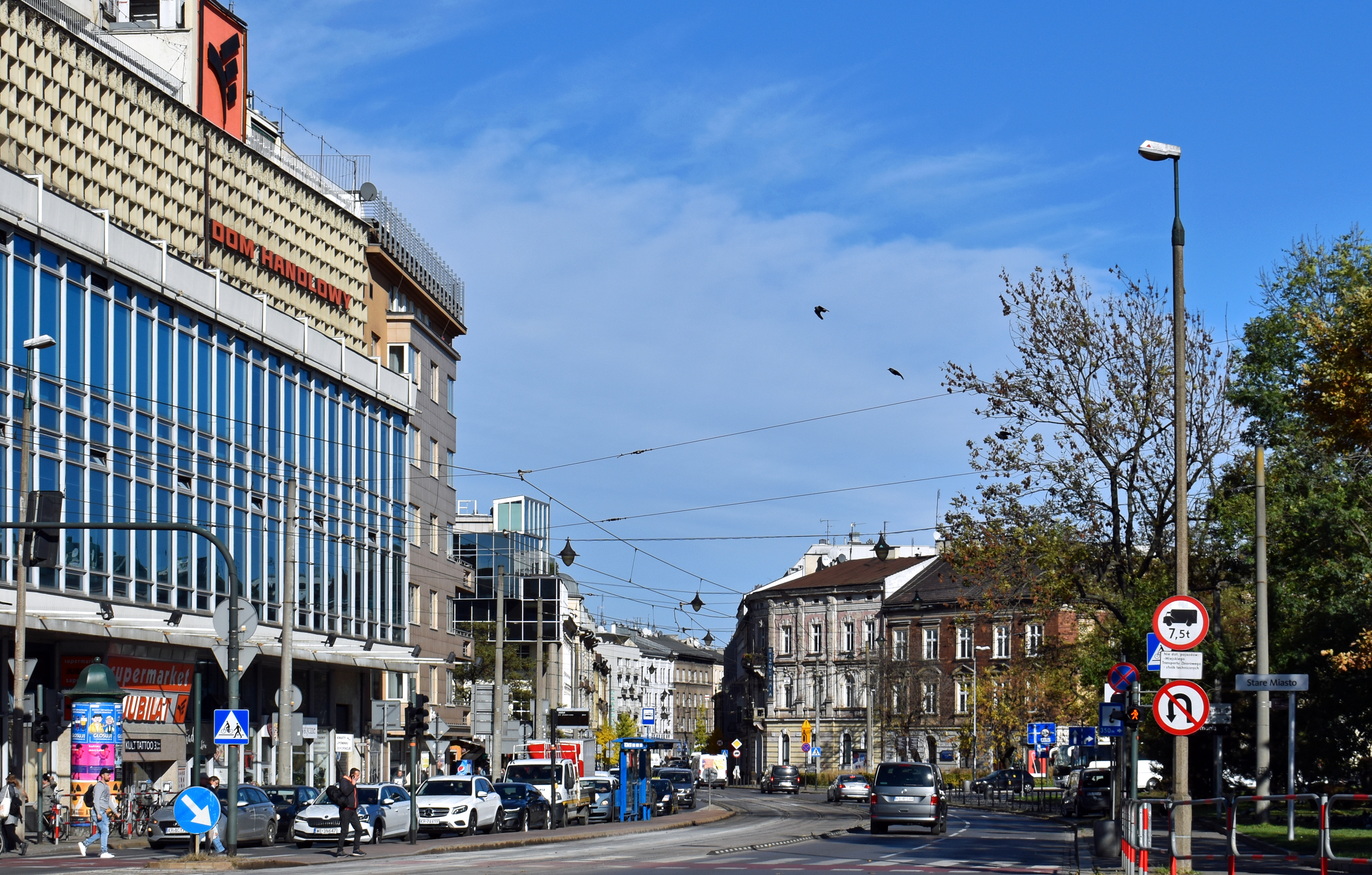
Вид з заходу від ал.Зигмунта Красинського
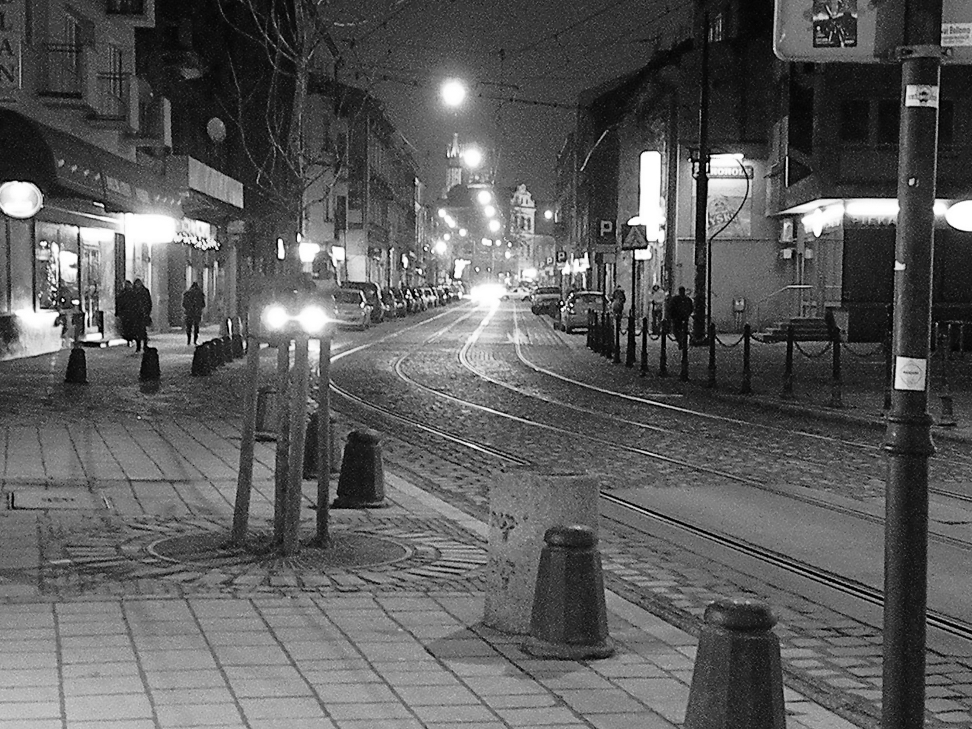
вул. Звєжинєцька вночі
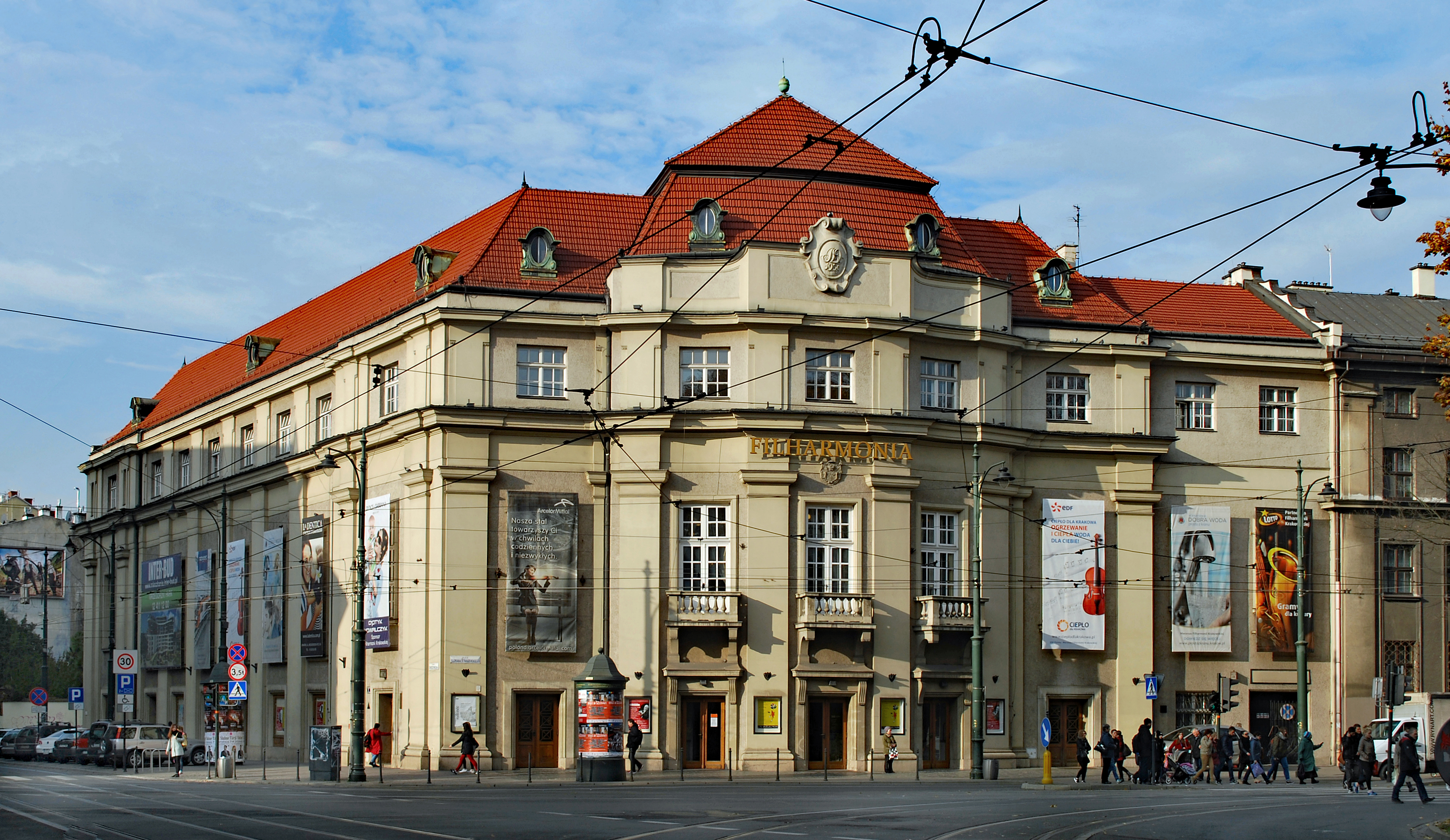
вул. Звєжинєцька 1 Філармонія Краківська
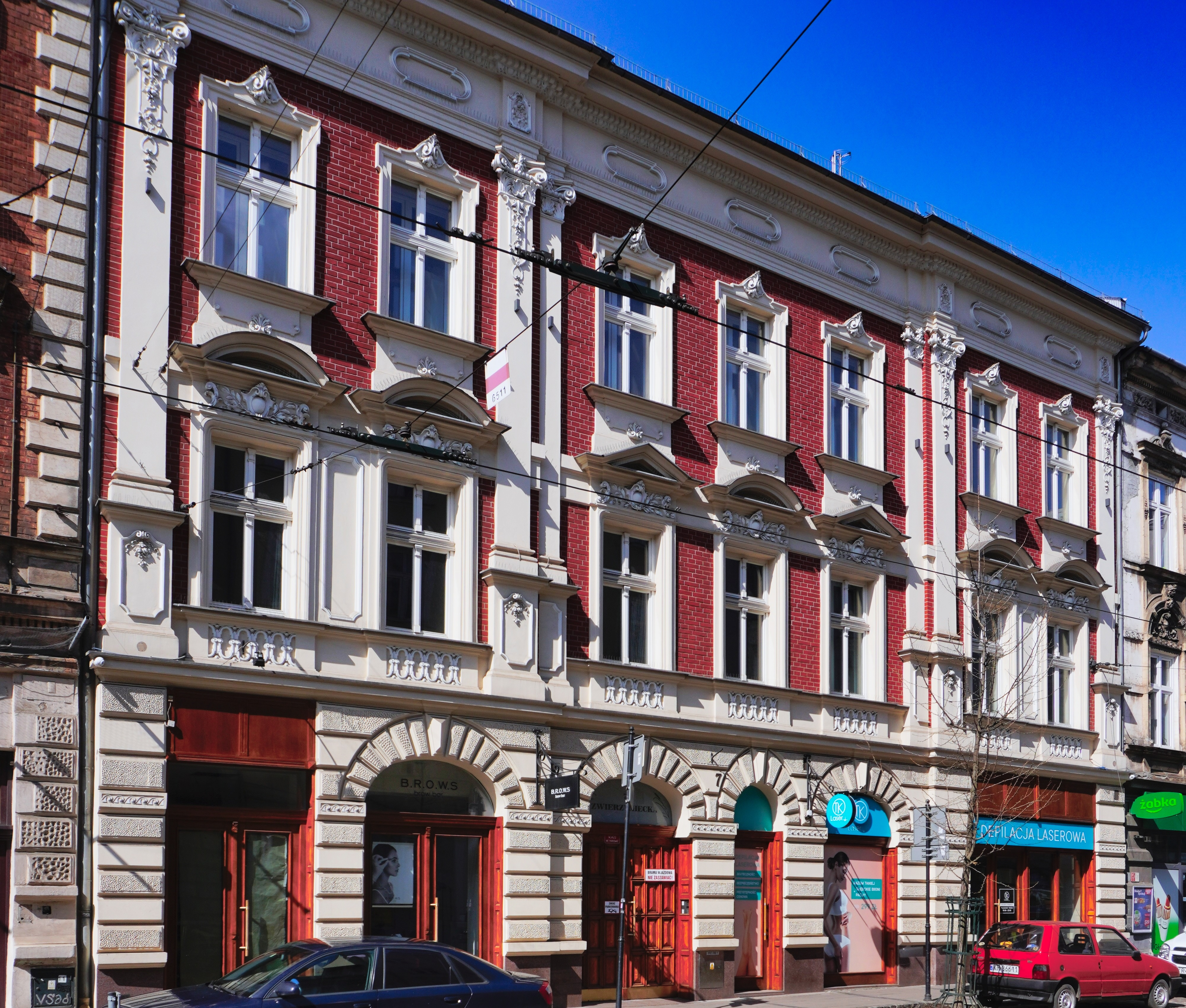
вул. Звєжинєцька 7 Кам'яниця (проєкт Beniamin Torbe, 1892)
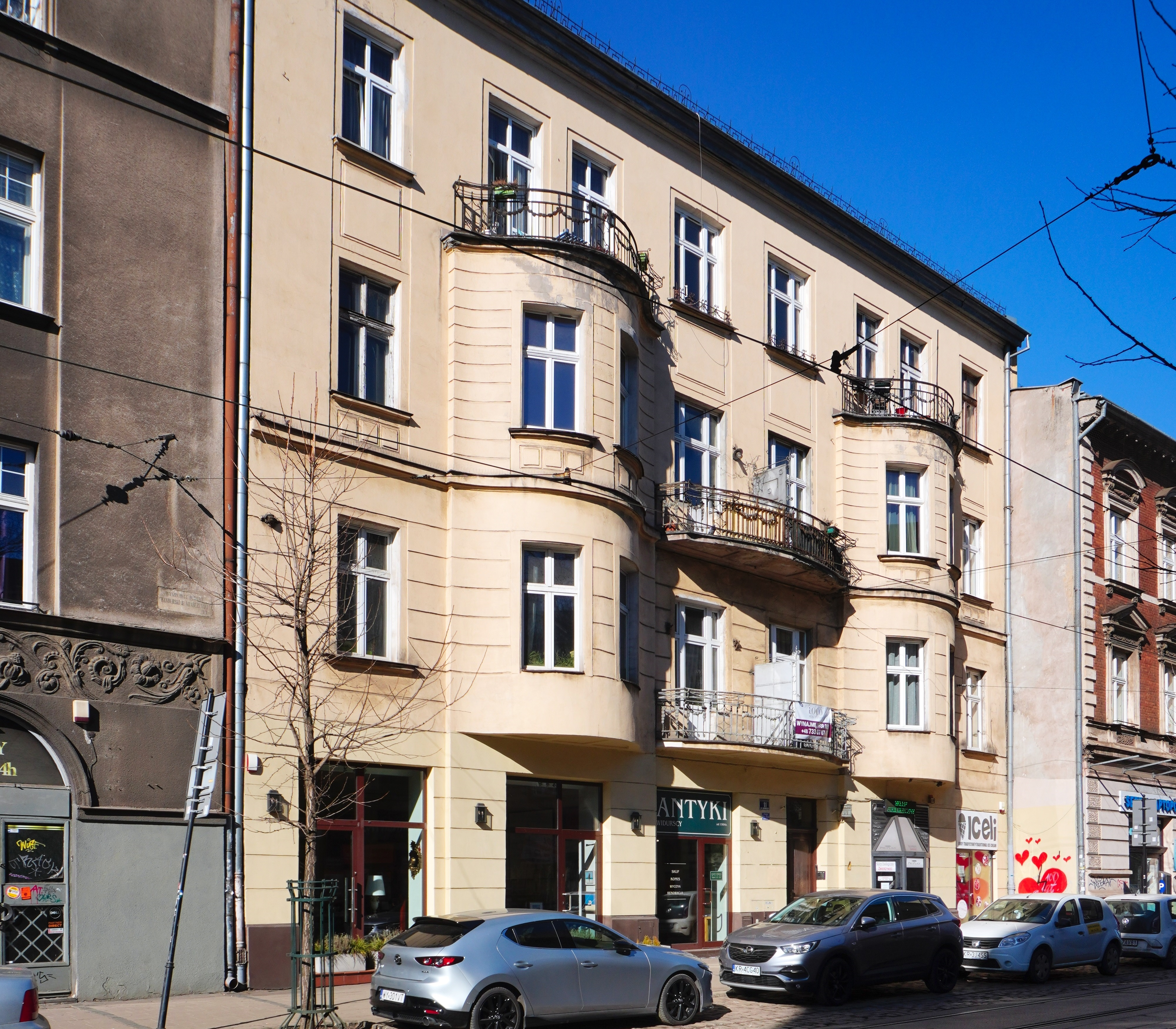
вул. Звєжинєцька 11 Кам'яниця (1912)
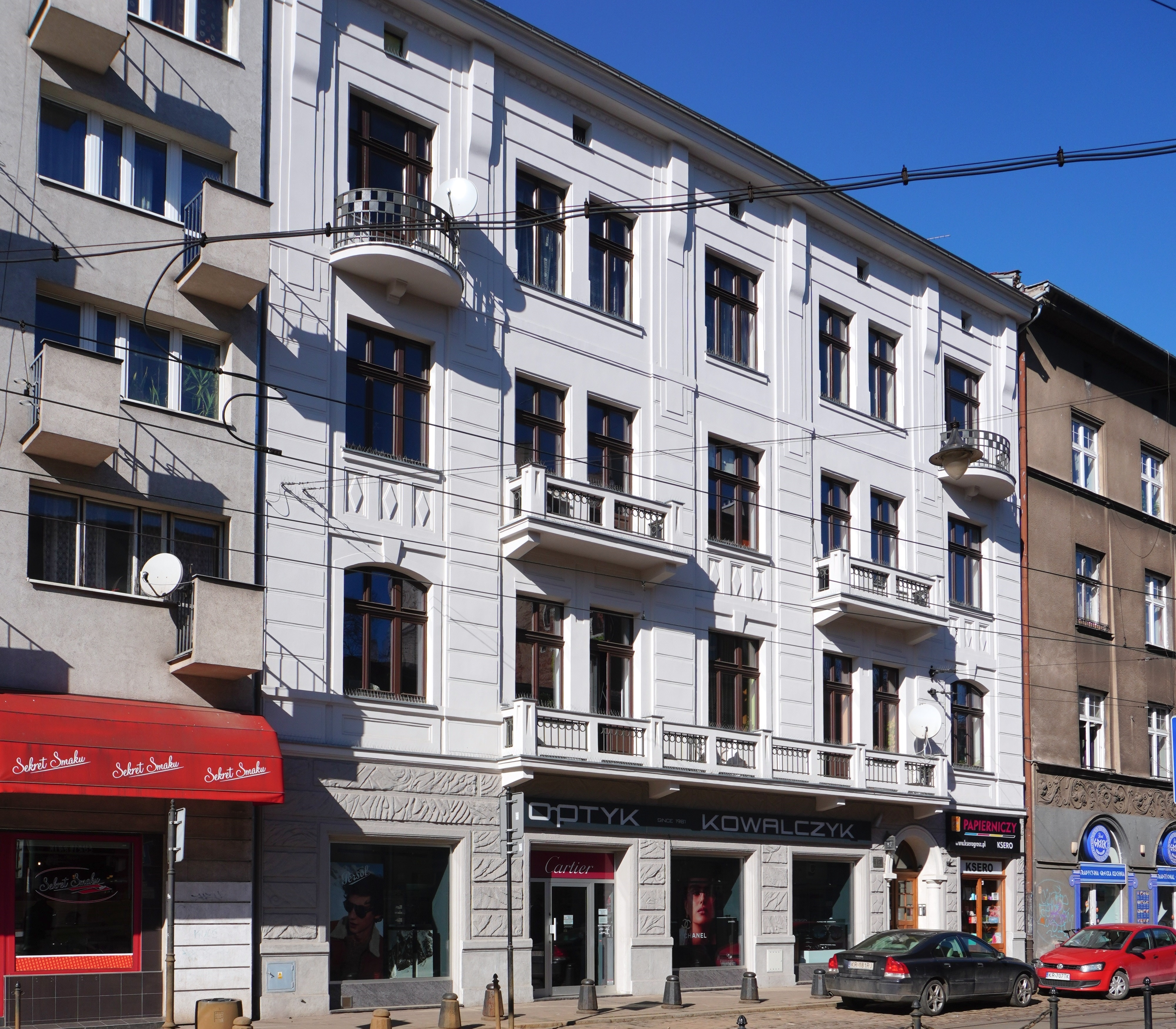
вул. Звєжинєцька 17 Кам'яниця (проєкт Jozue Oberleder, 1913, перебудова Франциск Мончинський, 1928)
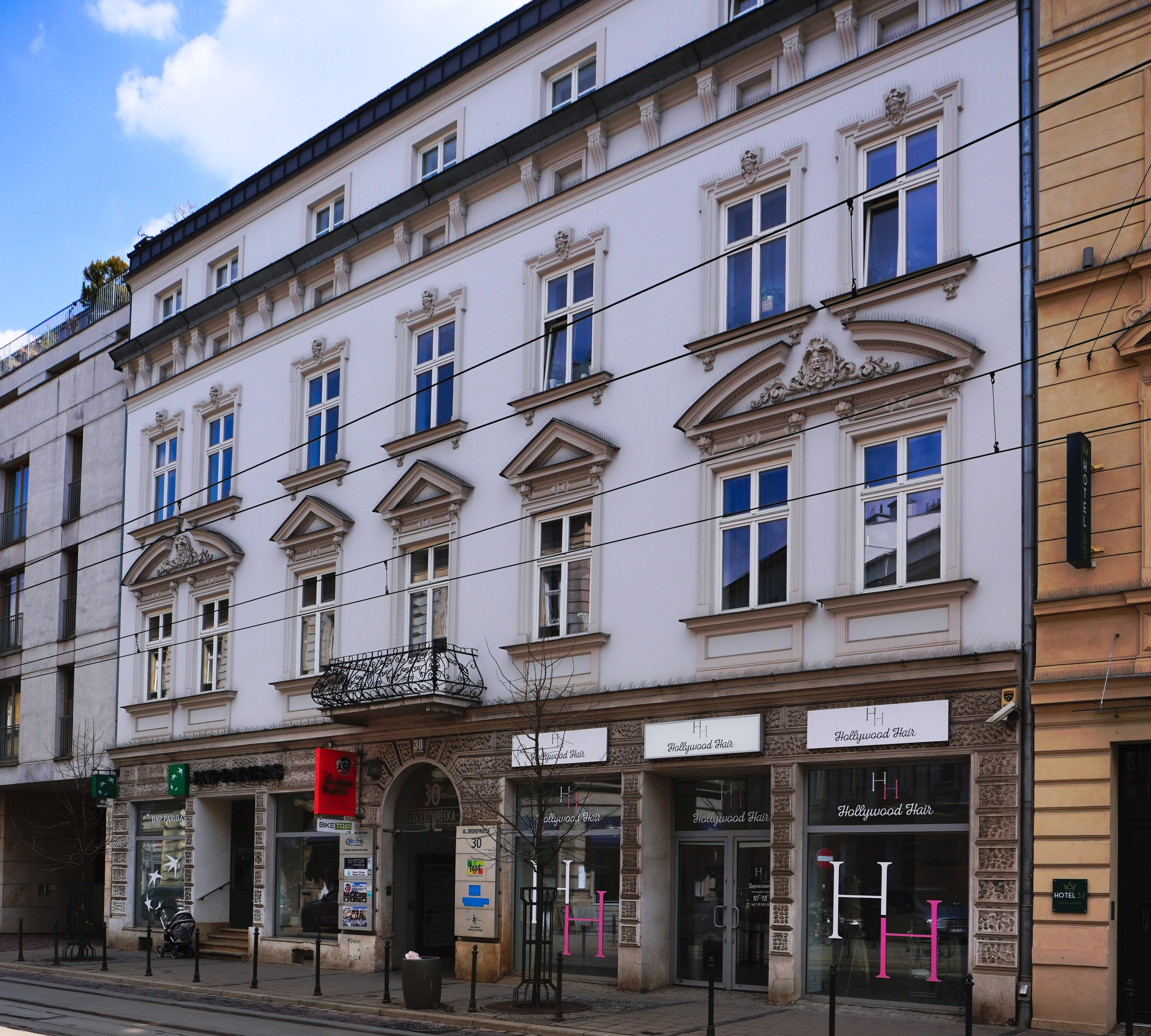
вул. Звєжинєцька 30 Кам'яниця (1893)
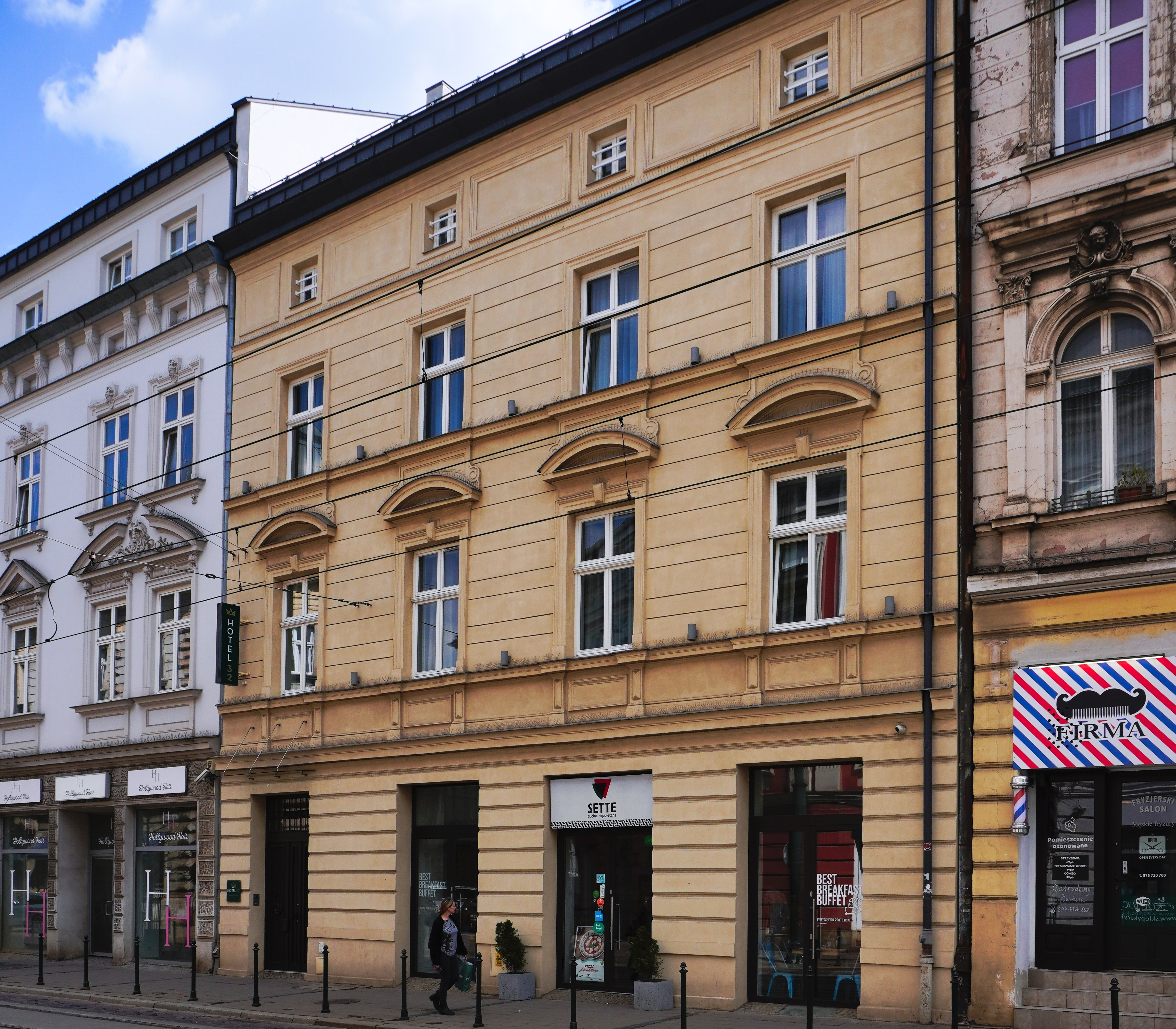
вул. Звєжинєцька 32 Кам'яниця (1886)
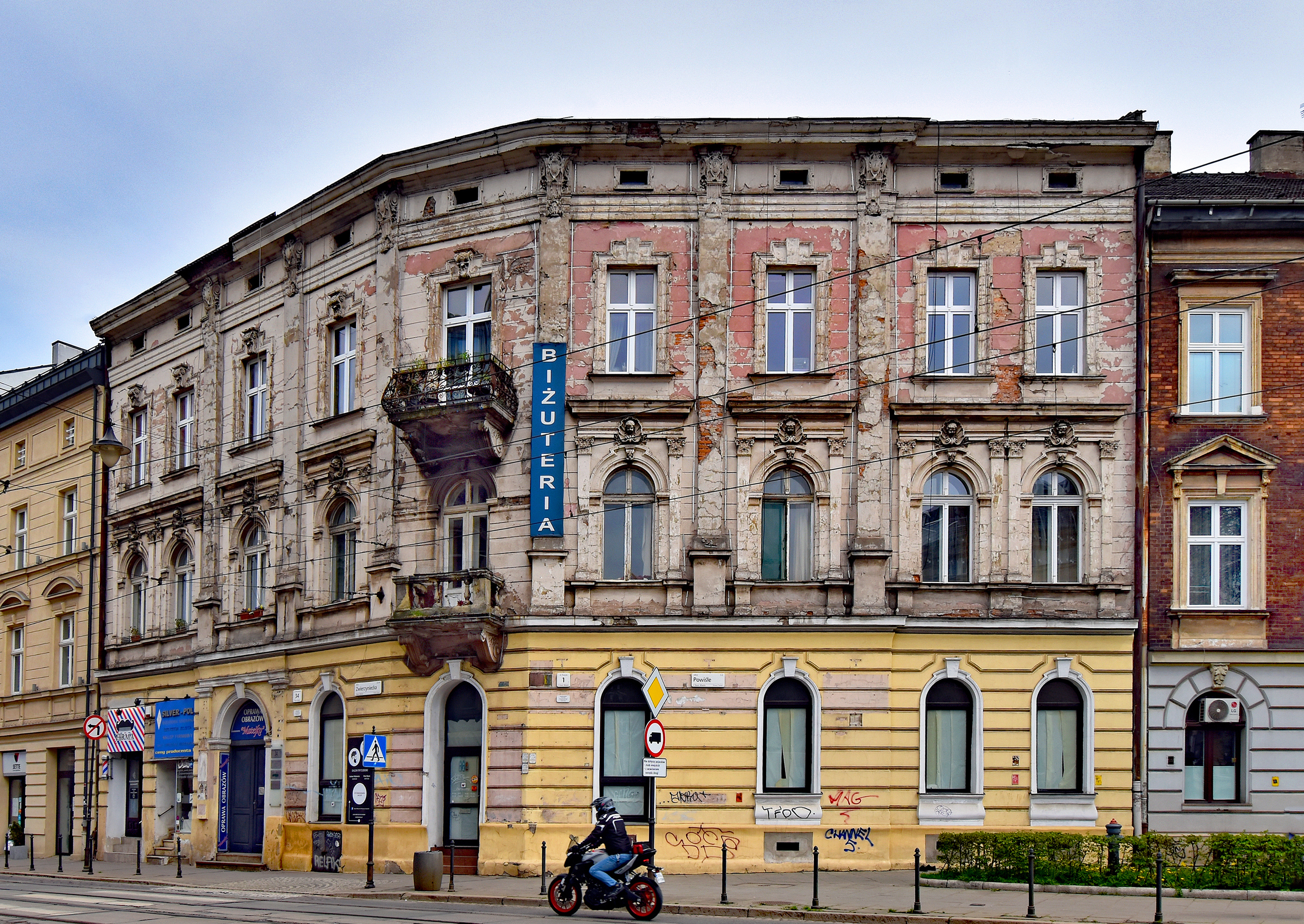
вул. Звєжинєцька 34 (вул. Повішлє 1) Кам'яниця (проєкт Beniamin Torbe, 1892)